# Elias Jelert
Elias Jelert Kristensen (Virum, Dinamarca, 12 de junio de 2003) es un futbolista danés que juega de defensa en el Galatasaray S. K. de la Superliga de Turquía.

## Trayectoria
Comenzó a jugar al fútbol en la academia juvenil de Virum-Sorgenfri Boldklub en 2008 y se mudó a la academia del F. C. Copenhague en 2014. Firmó su primer contrato profesional con el club el 11 de agosto de 2021. Hizo su debut profesional con el Copenhague en un empate 1-1 de la Superliga de Dinamarca contra el SønderjyskE Fodbold el 17 de octubre de 2021.
El 24 de mayo de 2022 firmó una extensión de contrato por cuatro años, manteniéndolo en el Copenhague hasta 2026.
Marcó su primer gol profesional para el club el 12 de marzo de 2023, cerrando el marcador en el minuto 95 de una victoria de liga por 4-1 contra el AC Horsens.

## Selección nacional
Es internacional juvenil con Dinamarca y ha jugado con la selección sub-19 de Dinamarca.

## Estadísticas

### Clubes
Actualizado al último partido disputado el 7 de noviembre de 2024.
| Club                       | Div.          | Temporada     | Liga  | Liga  | Liga   | Copas nacionales | Copas nacionales | Copas nacionales | Copas internacionales | Copas internacionales | Copas internacionales | Total | Total | Total  |
| Club                       | Div.          | Temporada     | Part. | Goles | Asist. | Part.            | Goles            | Asist.           | Part.                 | Goles                 | Asist.                | Part. | Goles | Asist. |
| -------------------------- | ------------- | ------------- | ----- | ----- | ------ | ---------------- | ---------------- | ---------------- | --------------------- | --------------------- | --------------------- | ----- | ----- | ------ |
| F. C. Copenhague Dinamarca | 1.ª           | 2021-22       | 11    | 0     | 0      | 0                | 0                | 0                | 4                     | 0                     | 0                     | 15    | 0     | 0      |
| F. C. Copenhague Dinamarca | 1.ª           | 2022-23       | 26    | 1     | 5      | 7                | 0                | 0                | 4                     | 0                     | 0                     | 37    | 1     | 5      |
| F. C. Copenhague Dinamarca | 1.ª           | 2023-24       | 29    | 0     | 1      | 3                | 0                | 0                | 13                    | 0                     | 0                     | 45    | 0     | 1      |
| F. C. Copenhague Dinamarca | Total club    | Total club    | 66    | 1     | 6      | 10               | 0                | 0                | 21                    | 0                     | 0                     | 97    | 1     | 6      |
| Galatasaray S. K. Turquía  | 1.ª           | 2024-25       | 8     | 0     | 0      | 0                | 0                | 0                | 5                     | 0                     | 0                     | 13    | 0     | 0      |
| Galatasaray S. K. Turquía  | Total club    | Total club    | 8     | 0     | 0      | 0                | 0                | 0                | 5                     | 0                     | 0                     | 13    | 0     | 0      |
| Total carrera              | Total carrera | Total carrera | 74    | 1     | 6      | 10               | 0                | 0                | 26                    | 0                     | 0                     | 110   | 1     | 6      |

## Palmarés

### Títulos nacionales
| Título                 | Club              | País      | Año  |
| ---------------------- | ----------------- | --------- | ---- |
| Superliga de Dinamarca | F. C. Copenhague  | Dinamarca | 2022 |
| Copa de Dinamarca      | F. C. Copenhague  | Dinamarca | 2023 |
| Superliga de Dinamarca | F. C. Copenhague  | Dinamarca | 2023 |
| Copa de Turquía        | Galatasaray S. K. | Turquía   | 2025 |
| Superliga de Turquía   | Galatasaray S. K. | Turquía   | 2025 |